# Mårten Brenner (1626–1673)
Mårten Brenner, född 18 maj 1626 i Stockholm, död 31 mars 1673 i Stockholm, var en svensk ämbetsman.

## Biografi
Mårten Brenner föddes 1626 i Stockholm. Han var son till inspektorn Knut Hindersson vid Danvikens hospital och Carin Mårtensdotter. Brenner blev 21 februari 1638 student vid Uppsala universitet. Han gav 1643 ut en oration på grekiska. Han blev 1651 informator till greve Nils Brahe den yngre och reste från 1652 till 1656 i Europa med honom. Brenner avled 2 juli 1655 assessor i Svea hovrätt. Han adlades 16 maj 1664 till Brenner och introducerades i Sveriges riddarhus 1668 som nummer 762. Brenner blev 9 december 1665 revisionssekreterare. Han avled 1673 i Stockholm och begravdes i Storkyrkan samma år.

### Familj
Brenner gifte sig 21 juni 1664 med Regina Elisabet von Beijer (1645–1679). Hon var dotter till hovrådet Johan von Beijer och Margareta Weiler. De fick tillsammans barnen Catharina Margareta Brenner (1665–1735) som var gift med översten Adolf von Snoilsky, löjtnanten Knut Johan Brenner (1666–1692), Charlotta Helena Brenner (1667–1739), Regina Elisabet Brenner (född 1669), Anna Brita Brenner (1670–1705) som var gift med rådmannen Lars Nyman i Skänninge och Maria Christiana Brenner (1672–1710) som var gift med kaptenen Gustaf Henrik von Bildstein och kyrkoherden Peter Johansson Hedengran i Vellinge församling.